# Anátolé Cressent
Anátolé Cressent (Argenteuil, 1824 - París, 1870) fou un jurisconsult francès, que es distingí per la seva passió per la música.
No obstant no haver-se dedicat completament a l'art musical, arribà a ser un distingit pianista i un elegant compositor. Home de gran posició econòmica, en el seu testament llegà 100.000 francs a l'Acadèmia de Música, perquè cada tres anys concedís un premi a la millor òpera en un o dos actes, que fou adjudicada per primera vegada a l'òpera còmica Bathylle del compositor Chaumet.